# Alec Douglas-Home
Alec Douglas-Home (AFI: [hjuːm]), Lord Home of the Hirsel, (n. 2 iulie 1903, Greater London, Anglia, Regatul Unit al Marii Britanii și Irlandei – d. 9 octombrie 1995, The Hirsel⁠(d), Scoția, Regatul Unit) a fost un politician britanic care a deținut funcția de prim ministru al Marii Britanii din 1963 până în 1964.